# Musæus
Pour les articles homonymes, voir Musaeus politus et Musée (homonymie).

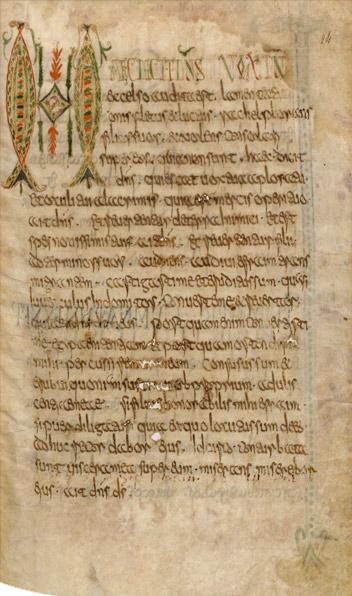
Le lectionnaire de Luxeuil, chef-d'œuvre de l'enluminure mérovingienne (700).

Musæus, ou Musée de Marseille était un prêtre de Marseille, connu pour avoir participé à l'écriture de l'Ancien bréviaire des Églises de France.[réf. nécessaire] Il est mort, selon Gennadius de Marseille, « sous le règne de Léon et Majorien », soit, entre 457 et 461. On connaît assez peu de choses de sa vie.
Selon l'abbé Grancolas, dans son Commentaire historique sur le bréviaire romain, c'est lui qui aurait en effet tiré de l’Écriture des leçons pour les fêtes, et qui y aurait joint des répons et des capitules.[réf. à confirmer]

## Œuvres
Musæus est encore cité dans les Hommes illustres de Gennadius. Selon lui, Musæus possédait un langage savant et :

« [c'est] à l'exhortation de saint Vénérius qu'il [recueillit] des leçons propres à toutes les fêtes de l'année, des chapitres, des répons pour les psaumes, chapitres disposés selon les temps et les leçons. »

Gennadius affirme encore qu'il composa pour le successeur de Vénérius, saint Eustache, « un assez ample et remarquable volume de Sacrements (sacramentorum) ». Il est possible qu'une grande partie de ce sacramentaire figure dans un palimpseste de Mailand. Il aurait aussi écrit des Homélies, mais Gennadius affirme ne jamais les avoir eues en main.